# Oligophlebodes ruthae
Oligophlebodes ruthae är en nattsländeart som beskrevs av Ross 1944. Oligophlebodes ruthae ingår i släktet Oligophlebodes och familjen Uenoidae. Inga underarter finns listade i Catalogue of Life.